# Comshare
Comshare est une société américaine spécialisée dans les logiciels d'accès à Internet, pionnière du mouvement vers les services de temps partagé, fondée en 1966 dans le Michigan et rachetée en 2003 par le constructeur informatique Geac Computer.

## Histoire

### Fondation
Comshare a été fondée en février 1966 par six employés du centre informatique de l'Université du Michigan, qui ont d'abord choisi le nom de "Corn-Share", référence à la Corn Belt américaine des années 1960, centre de grande culture du maïs dans le Midwest américain. Le premier président, Robert Guise, a la trentaine et cède sa place dès 1969 à Richard Randall, 25 ans seulement. Comme Tymshare, Comshare s'est à ses débuts concentré sur le projet de plate-forme de l'ordinateur SDS 940, dont le logiciel continuait d'être développé à l'Université de Californie à Berkeley.

### Coopération Comshare-SDS-Tymshare
Peu avant la création de Comshare, probablement fin 1965, Richard Randall a "été approché par un vendeur de Scientific Data Systems qui avait à l’époque fourni un ordinateur scientifique, le SDS 930, à l'Université de Californie à Berkeley", permettant aux informaticiens Mel Pirtle, Peter Deutsch et Butler Lampson, de "créer des logiciels de temps partagé et du matériel de pagination pour ce qui est devenu le SDS 940". Richard Randall est séduit par ce premier geste d'ajout d’une segmentation de la mémoire et de "pagination de la mémoire" inclus dans le SDS 930 et se rend donc à Berkeley, où il est entré en contact physiquement avec ce vendeur "pour la première fois", dans "une sorte de centre informatique".
Le SDS 940 devait être livré au cours du second semestre de 1966 et pour rendre son coût plus accessible, tout en faisant connaître sa technologie, Thomas O'Rourke a proposé que d'autres sociétés que Tymshare, participent, moyennant un prix plus réduit. C'est ainsi que Shell Oil, le centre de recherches du Stanford Research Institute, Dial Data et Comshare répondent à l'appel.
Rick Crandall et son épouse sont  les deux premiers programmeurs de Comshare. À l'été 1966, Robert Guise les a envoyés à Berkeley pour mieux connaitre le projet de SDS 940 et faire équipe avec les programmeurs de Tymshare, Ann Hardy et Verne Van Vlear, ce dernier étant un ancien analyste des systèmes de General Electric (GE), géant dont venaient aussi Thomas O'Rourke et David Schmidt, cofondateurs de Tymshare, qui avec le commercial Neil Sullivan et une secrétaire avaient dans un premier temps constitué toute l’équipe de Tymshare pendant des mois.
Comshare et Tymshare, les deux premiers acheteurs du SDS 940 avec le français EDF, intéressé par ce type de produit dès 1964, sont alors partenaires plus que rivaux, car le temps partagé est contesté et considéré comme possible seulement autour d'une métropole, en raison du prix très élevé des communications téléphoniques. Richard Randall, ramène un échantillon du SDS 940  dans le Michigan, où il revient. Deux autres développeurs de l'Université du Michigan viennent à leur tour prêter main-forte aux Californiens. Les programmeurs des deux sociétés deviennent amis et travaillent durs pendant des mois à affiner leur offre.

### Projet d'entreprise
Le groupe de jeunes entrepreneurs du Michigan combinait lui des expériences en ingénierie, informatique, gestion et finance. Ils voulaient permettre d'accéder à "l’énorme quantité de données traitées", pour l'époque, par les nouveaux ordinateurs centraux géants, mais via des claviers distants, et un "système propriétaire" de temps partagé, ainsi qu'un réseau de télécommunications dont ils pensaient qu'il allait se tourner plus vers les communications de données.

### Entrée en Bourse de New-York en 1968
La jeune société arrive peu après sa création à lever à deux millions de dollars d'obligations convertibles, bénéficiant d'un financement initial de la famille Weyerhauser, qui avait a constitué une immense fortune dans le secteur forestier, puis est entrée en Bourse de New-York en 1968,,.
L’optimisme sur le projet a permis au cours des actions de l’entreprise doubler en deux semaines seulement. Il a ainsi rapidement atteint 50 dollars par action, contribuant à la bulle spéculative de 1968 dans l'informatique. L'opération a eu lieu en novembre 1968 alors qu'un nouveau service de données à large bande commutées d’usage courant, a été annoncé en avril 1968 par ATT mais était encore en septembre dans l'attente du feu vert de la Commission fédérale des communications (FCC). Il offre des liaisons de données à des vitesses allant jusqu’à 50 kilobits par seconde, 25 fois plus que la vitesse maximale actuelle offerte jusque-là.
Le prix de l'action a très rapidement chuté ensuite, puis a continué à rester très faible, pour revenir aux environs de 2 dollars, soit 5 % du prix d'entrée en Bourse, lors de "la récession" du tout début des années 1970, particulièrement sévère dans les industries technologiques, et en raison des pertes financière de Comshare.

### En 1968, l'association du temps partagé
Comshare joue un rôle central dans la création d'une association du temps partagé à Chicago, le 13 septembre 1968, fédérant une vingtaine de spécialistes, souvent des petites structures associatives avec des clubs d'utilisateurs. La deuxième réunion se tient six semaines plus tard. Les arrivants sont accueillis par une bonne nouvelle: IBM place ses opérations de temps partagé sous l’égide d'une filiale distincte, le Service Bureau Corp. Les participants à la réunion sont ravis: ils estiment que la première réunion a joué un rôle dans la décision d'IBM. Après une longue journée de discussion, il est décidé de rester un organisme indépendant plutôt que de devenir un sous-groupe de l'Information Technology Association of America (ADAPSO°), qui est aussi en réunion à Detroit le même jour, et décide une campagne contre "les subventions, directes et indirectes", accordées par les fabricants d’équipement informatique à certains utilisateurs, afin d'affaiblir la concurrence, car les spécialistes du temps partagé "se sentent particulièrement lésés par cette pratique" et envisagent de rejoindre l'ADAPSO lors de la prochaine réunion, prévue à Chicago en décembre. Finalement, c'est le choix qui sera fait l'année suivante et c'est Robert Guise qui devient président de la Computer Time Sharing Services Section (CTSSS), que présidera à son tour huit ans après son collègue Rick Randall.

### Campagne pour un meilleur service des télécoms
En juin 1969, la Computer Time Sharing Services Section (CTSSS) lance une campagne contre les hausses de prix de 50 % pratiqués sur les services des télécoms dans certains États, qui visent à empêcher la création du temps partagé là où les partenaires d'IBM et ATT ne sont pas implantés et mettent en danger certains ses membres pour un meilleur service des télécoms, en exigeant un contrôle de la qualité du service de données sur les lignes téléphoniques.
Quelques mois après, un article de William Smith dans le New York Times du 7 décembre 1969, indique que le marché du temps partagé a bien une forte croissance, avec 70 millions de dollars au cours de l'année 1968 et qui sera probablement le double l'année suivante puis le quadruple en 1971, selon une étude du consultant de Philadelphie Auerbach. Mais cette croissance est loin d'être aussi forte qu'espéré, et surtout, elle est captée par deux entreprises qui ont déjà une base de clientèle par ailleurs, IBM et General Electric, tandis que Comshare n'en a encore qu'une part très marginale, même si elle est en forte progression, à la quatrième place, ex-aequo avec Tymshare.
La CTSSS exige aussi une réglementation interdisant aux opérateurs télécoms d'avoir la double casquette de fournisseur des lignes et d'opérateur de temps partagé.
Au début de 1969, la Computer Time Sharing Services Section (CTSSS) a constaté un fort allongement des délais d'attente pour pouvoir bénéficier du nouveau service national de données par téléphone créé en 1968, mais limité aux liaisons au départ de Chicago. Elle réclame un vrai service national, autour d'un vrai réseau ouvert à tous les concurrents et demande la protection des consommateurs, en citant une étude montrant qu'un fournisseur de temps partagé ayant des bureaux en différents endroits des États-Unis a fait constater que 80 % de ses liaisons initiées en janvier, février et mars 1969 ne fonctionnaient pas correctement.
Cependant, la nouvelle administration à Washington est moins favorable à cette idée et à la déreglementation, après la victoire surprise du républicain Richard Nixon à l'élection présidentielle américaine de novembre 1968, qui bat Hubert Humphrey par seulement 0,60 point d'écart, alors que lors de la précédente, l'élection présidentielle américaine de 1964, le démocrate Lyndon Johnson avait balayé Barry Goldwater par 22,55 points d'écart, le deuxième plus important de l'histoire.
Jusqu'à ce résultat électoral inattendu, la commission de contrôle anti-trust chargée de contrôler la loi américaine anti-trust et combattre les situations d'abus ou de monopole s'était montrée offensive, notamment en janvier 1968 quand elle avait, avec le concours de l'avocat progressiste  Ralph Nader  réussi à faire reculer ITT, ouvrant la voie en mars 1968 à la procédure lancée par Control Data contre IBM.

### Logiciel de temps partagé "Commander II"
Malgré sa conviction en la future popularisation du temps partagé dans le dernier quart du siècle, la clientèle initiale de Comshare se limitait à des ingénieurs informaticiens recherchant des fonctions de gestion des données et de calcul analytique de leurs ordinateurs. Dans l'attente de plus de clients, c'est à eux que Comshare a d'abord pensé et au dirigeants d’entreprise qui avaient besoin d’une analyse graphique et statistique de données complexes.
Au début des années 1970, Comshare a ainsi commencé à vendre le système logiciel de temps partagé "Commander II" et recouru à des ordinateurs plus récents et plus puissants, en les complétant par son propre "matériel de systèmes de télécommunications"

### Rentabilité
Vers le milieu des années 1970, la société est parvenue à la rentabilité, avec un chiffre d’affaires de 13 millions de dollars en 1976.
À la fin des années 1970, il était de 78 millions de dollars, mais le bénéfice se limite à 4 millions de dollars pendant la majeure partie de la dernière moitié de la décennie.

### Implantations à l'international
Comshare a commencé à atteindre un "marché d’affaires international", et capitalisé dessus via un système d’agents, de coentreprises et de licences, complété par des bureaux ou des sociétés affiliées au Canada, en Europe et au Japon.

### Première acquisition en 1979
La société a fait sa première acquisition en 1979, la Computer Research Company, basée à Chicago, un des principaux fournisseurs de services informatiques à grande échelle.

### Transition vers le logiciel dans les années 1980
En 1980, les dirigeants de l'entreprise ont pris conscience que la baisse drastique des prix du matériel informatique et l’avènement des ordinateurs personnels abordables allaient rendre le temps partagé "obsolète", malgré son "succès relatif" jusque là, et le fait qu'il assure 98 pour cent de ses revenus à la jeune société. Le PDG Richard Randall a pris la décision de diversifier puis reconvertir Comshare dans la création de logiciels d’analyse de données pour ordinateurs centraux et PC. Comshare a élaboré ainsi dans les années 1980 un "plan quinquennal" pour  "faire une transition" qui va "prendre cinq ans" a rappelé Wallace Wrathall, directeur financier de Comshare dans les années 1980, dans une entrevue accordée en 1995 à Management Accounting,. La reconversion est difficile en 1980, l’entreprise employait 1 400 personnes, mais ce n'est plus que 780 environ six ans plus tard.
En 1985, les ventes ont déjà chuté à 62 millions de dollars, avec une perte nette de près de 5 millions de dollars et un cours des actions passé de 20 à 3 dollars, mais souhaite cependant conserver "une vision à long terme" sans trop s'inquiéter des bénéfices à court terme.

### Nouveau choc dans les années 1980
En 1991, le bénéfice net a chuté à 4,4 millions de dollars et le cours de l’action, qui était remonté à 20 dollars, a rechuté de 75 % presque du jour au lendemain. La relation étroite et fructrueuse de Comshare avec IBM, nouée dans les années 1980, a commencé à jouer négativement "dans les années 1990" en raison de "la bataille entre IBM et Microsoft pour le contrôle des systèmes d’exploitation informatiques".

### Rachat par Geac Computer en 2003
Comshare a par la suite été rachetée en 2003 par le constructeur informatique Geac Computer Corporation,,.